# Accident ferroviaire de 2012 à Buenos Aires
Pour l'accident ferroviaire de 2013, voir Accident ferroviaire de 2013 à Buenos Aires.
L'accident ferroviaire de 2012 à Buenos Aires, ou tragédie de Once, désigne un accident ferroviaire survenu le 22 février 2012 à la gare de Once (espagnol : Estación Once de Septiembre), dans la province de Buenos Aires, en Argentine. Approximativement 1 000 passagers étaient à bord lorsque le train à huit voitures, dont les freins étaient défectueux, a approché la gare à une vitesse de 26 km/h. Cinquante-et-une personnes ont été tuées, et plus de 700 autres ont été blessées ; les personnes décédées et gravement blessées s'étaient trouvées dans les deux premières voitures. 
La ligne Sarmiento, sur laquelle est survenu l'incident, est exploitée par Trenes de Buenos Aires (X). Il s'agit du second plus grand incident sur cette ligne en six mois, suivant l'accident ferroviaire de Flores, et du troisième plus meurtrier dans l'histoire de l'Argentine, après ceux de Benavidez en 1970 (qui recensait un total de 142 morts et 368 blessés), et de Estrella del Norte en 1978 (qui recensait un total de 55 morts et un nombre encore inconnu de blessés). La même ligne sera le théâtre de l'accident ferroviaire de 2013 à Buenos Aires.

## Description
Le train numéro 16 dessert le service local 3772 de la ligne Sarmiento en partance de Moreno pour Once durant l'heure de pointe du matin au lendemain des vacances,. Le train roulait apparemment trop vite — à environ 50 km/h — lors de son entrée en gare. Il ne parvient pas à s'arrêter lors de son arrivée à la gare de Once, et, à 8 h 33 heure locale, heurte les quais de la gare à une vitesse de 26 km/h. Les deux premières voitures ont été broyées. De nombreux passagers ont décrit l'impact comme une explosion.

## Déploiement des aides
De nombreuses ambulances ont été déployées sur place au moment de l'accident, attendant initialement une cargaison de vaccins durant la période d'épidémie de grippe porcine, et ont été utilisées pour transporter les victimes vers les hôpitaux les plus proches. Les personnes légèrement blessées ont été évacuées à pied. Selon une autorité compétente, les secours ont été difficiles à cause des décombres. Le conducteur du train a survécu à l'accident, et a été secouru puis évacué par ambulance. Plusieurs personnes l'ont aidé à s'extraire des décombres. Il n'a été que très légèrement blessé, et un test d'alcoolémie a été effectué donnant un résultat négatif. Les services ferroviaires ont été interrompues pendant plusieurs heures. Quelques petites émeutes ont éclaté et des bouteilles et chaises, notamment, ont été jetées sur des officiers de police gardant le lieu de l'incident, mais le calme est par la suite revenu quelques minutes après.
Cinquante-et-une personnes, dont trois enfants, ont été confirmées mortes. Plus de 700 autres ont été blessées. Le lieu de l'accident et les boîtes noires ont été examinés pour en connaître la cause de l'accident.

## Réactions

### Réactions nationales
La présidente argentine Cristina Fernández de Kirchner déclare deux jours de deuil national et demande l'annulation des festivités pour le carnaval. Mauricio Macri, le chef de la ville de Buenos Aires, et le gouverneur de la province de Buenos Aires, Daniel Scioli, ont fait de même. Le secrétaire des transports Juan Pablo Schiavi (en) annonce que le gouvernement se charge d'enquêter sur les causes de l'accident. Il rapporte que le conducteur n'avait aucun problème de santé lors de l'accident. Les boites noires et cassettes de vidéosurveillance ont été envoyées à la Justicia Federal de la Capital Federal. Le ministre de la Planification fédérale Julio de Vido (en) annonce qu'une plainte serait faite contre X, les propriétaires de la ligne Sarmiento.

### Réactions internationales
Le Bureau des Affaires étrangères et du Commonwealth du Royaume-Uni regrette cet incident et exprime ses condoléances aux « familles des victimes » et encourage les urgences déployées sur place. Le secrétaire des affaires étrangères mexicain envoie ses condoléances à la « nation sœur du Mexique » et espère un « prompt rétablissement aux victimes de l'accident. » Le pape Benoît XVI a également envoyé ses condoléances.